# Muiscamyrpitta
Muiscamyrpitta (Grallaria rufula) är en fågel i familjen myrpittor inom ordningen tättingar.

## Utbredning och systematik
Muiscamyrpittan förekommer i Anderna i Venezuela (Táchira) och i östra Anderna i Colombia söderut till Cundinamarca och västra Meta (dock ej på västsluttningen från Iguaque Massif i Boyacá och allra sydvästligaste Santander). Tidigare omfattade arten ett stort antal populationer med utbredning i Anderna från Santa Marta-bergen i nordöstra Colombia söderut till västra Bolivia, då under det svenska trivialnamnet mahognymyrpitta eller rostmyrpitta. Dessa kategoriserades i följande sju underarter:
- Grallaria rufula spatiator – Santa Marta-bergen (ne Colombia)
- Grallaria rufula saltuensis – Sierra de Perijá (gränsen mellan Colombia och Venezuela)
- Grallaria rufula rufula – Anderna i Colombia till västra Venezuela (Táchira) och Ecuador
- Grallaria rufula cajamarcae – Anderna i norra Peru (Cajamarca)
- Grallaria rufula obscura – Anderna i centrala Peru (Huánuco och Junín)
- Grallaria rufula occabambae – Anderna i sydöstra Peru (Cusco)
- Grallaria rufula cochabambae – Anderna i västra Bolivia (La Paz och Cochabamba)

Studier från 2020 har dock visat att de olika populationerna inte står varandra närmast, där tvåfärgad myrpitta (G. rufocinerea) och kastanjemyrpitta (G. blakei) är en del av komplexet, dels att rufula utgör ett artkomplex med små men distinkta skillnader i läten, utseende och genetik populationerna emellan. Författarna till studien rekommenderade därför att rufula delas upp i hela tolv arter. Både tongivande International Ornithological Congress och Clements et al har följt rekommendationerna, varvid rufula numera urskiljs i följande arter:
- Taironamyrpitta (Grallaria spatiator)
- Perijámyrpitta (Grallaria saltuensis)
- Muiscamyrpitta (Grallaria rufula)
- Urubambamyrpitta (Grallaria occabambae)
- Punomyrpitta (Grallaria sinaensis)
- Boliviamyrpitta (Grallaria cochabambae)
- Chamímyrpitta (Grallaria alvarezi)
- Ekvatorialmyrpitta (Grallaria saturata)
- Cajamarcamyrpitta (Grallaria cajamarcae)
- Chachapoyasmyrpitta (Grallaria gravesi)
- Panaomyrpitta (Grallaria oneilli)
- Junínmyrpitta (Grallaria obscura)

## Status
IUCN kategoriserar rufula som livskraftig, men följer än så länge den gamla systematiken, där ett stort antal andra arter inkluderas i bedömningen.